# Wormerveer

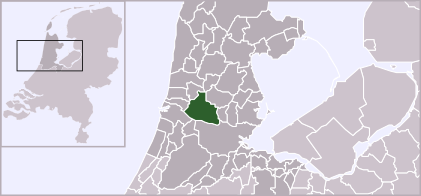
Localización.

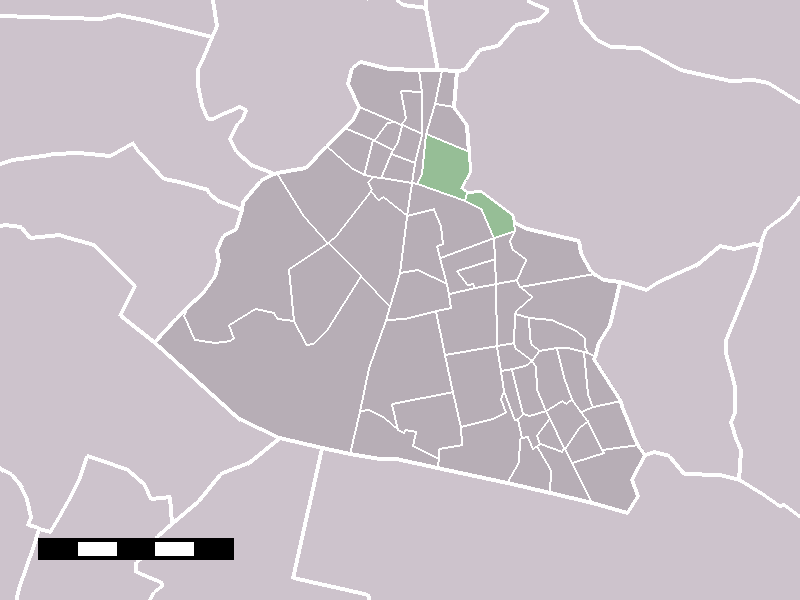
Wormerveer en Zaanstad.

Wormerveer (52°29′N 4°47′E / 52.483, 4.783) es una población en la provincia de Holanda Septentrional de los Países Bajos. Forma parte del municipio de Zaanstad, y se encuentra a unos 13 km al noroeste de la ciudad de Ámsterdam.
Wormerveer tiene una población de 11 225 habitantes.
Wormerveer fue un municipio independiente hasta 1974, cuando pasó a formar parte del nuevo municipio de Zaanstad.

## Transportes
Dispone de una estación de tren con:
- 4 trenes cada hora (de lunes a viernes) a la Estación Central de Ámsterdam.
- 2 trenes cada hora (sábados y domingos).

## Ciudadanos ilustres
- Herman Gorter (1864-1927), poeta y revolucionario
- Gerrit Mannoury (1867-1956), filósofo y matemático
- Piet-Hein Out